# Enrique Campos Menéndez

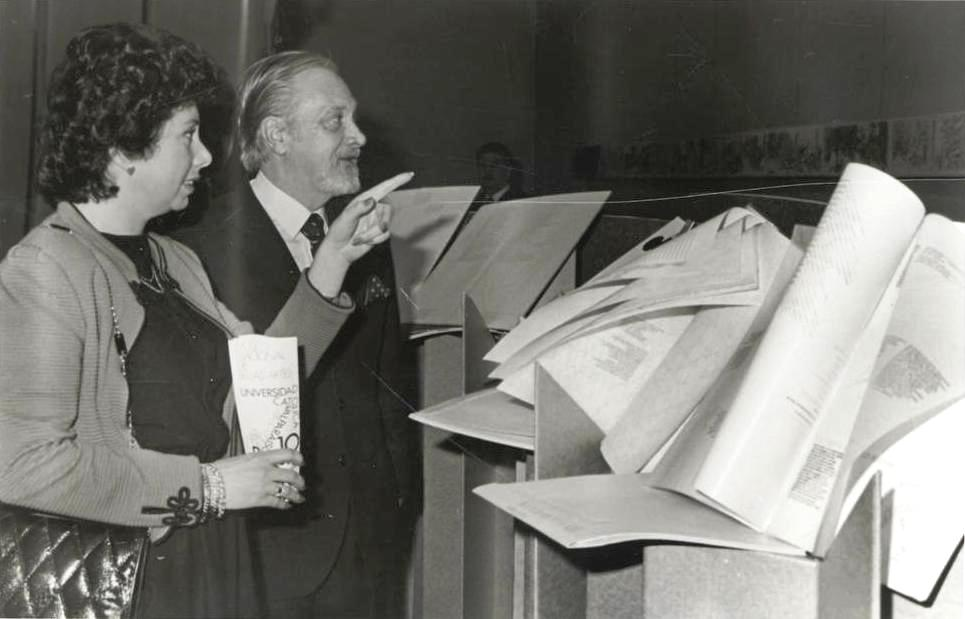
Enrique Campos Menéndez junto a Lucía Pinochet en una exposición (1981).

Enrique Arturo Campos Menéndez (Punta Arenas, 12 de agosto de 1914-Santiago, 12 de junio de 2007) fue un político, escritor y diplomático chileno. Fue asesor cultural y colaborador de la Junta Militar.  Recibió el Premio Nacional de Literatura en 1986.

## Biografía
Hijo del español Francisco Campos Torreblanca y de María Menéndez Behety. Nieto de José Menéndez Menéndez. Sus estudios los realizó en el Colegio Salesiano San José de su natal Punta Arenas, luego en Europa y finalmente en la Facultad de Ciencias Económicas de la Universidad de Buenos Aires.
Fue inspirado tanto por su abuelo y su padre, así como impulsado por el sacerdote y maestro de su colegio, Juan Bautista Torres, para seguir su vocación como escritor, integrando la llamada Generación salesiana (junto a otros escritores magallánicos como Francisco Coloane, Roque Esteban Scarpa y Carlos Vega Letelier).
Sus primeras publicaciones las efectuó al regresar de un viaje alrededor del mundo que un tío le obsequió a la edad de 20 años. Mientras estudiaba en Buenos Aires, publicó su primer libro de cuentos: Kupén (1940). Durante su estadía en esa ciudad, publicó cuatro libros más: Bernardo O' Higgins: el padre de la patria chilena (1942), Fantasmas (1943), Lincoln (1945) y Todo y nada (1947).
Tras su regreso a Chile en 1947, fue elegido diputado de la Provincia de Cautín (1949-1953 y 1953-1957) por el Partido Liberal. En su segundo periodo, fue presidente de la Comisión de Relaciones Exteriores de la Cámara de Diputados.
En 1964, publicó uno de sus libros más representativos, Sólo el viento. Más tarde dirigió en conjunto con una productora española la película Largo Viaje. En 1969 anunció la producción de la película "La Araucana", coproducción Española-Italiana-Chilena, con un costo de un millón de dólares, la que se filmó al año siguiente en Europa y Chile, con la actuación de Elsa Martinelli; Menéndez fue coautor del guion.

### Dictadura militar

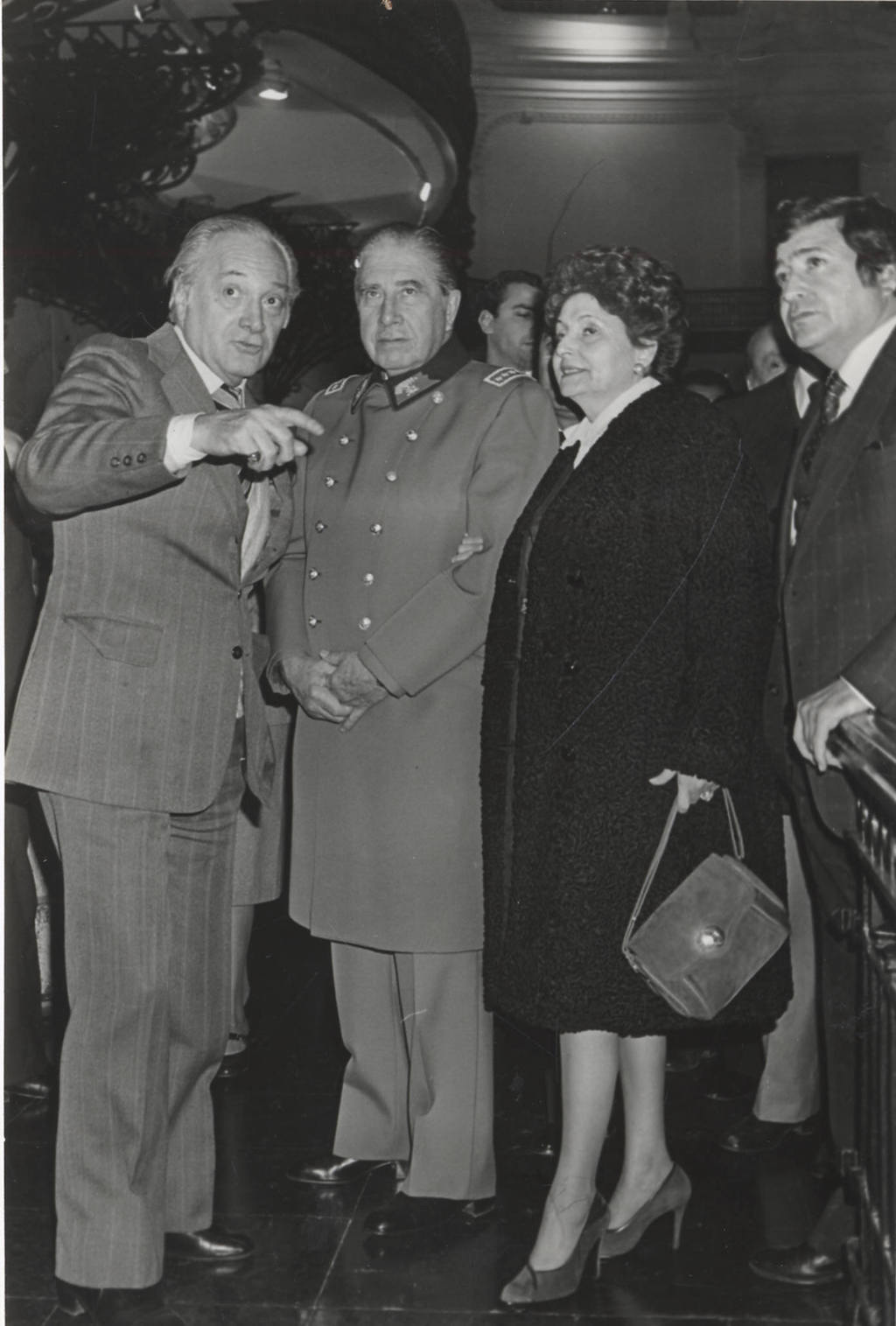
Campos Menéndez junto a Augusto Pinochet y su esposa Lucía Hiriart de Pinochet.

Fue un estrecho colaborador de la dictadura militar de Augusto Pinochet, de quien era amigo personal. Era un nacionalista e hispanista acérrimo, admirador de Francisco Franco y José Antonio Primo de Rivera, y mantuvo una importante influencia ideológica en diversos círculos de la dictadura. Junto a Jaime Guzmán, redactó la "Declaración de Principios del Gobierno Militar", además de los primeros bandos y discursos de Pinochet. Por medio del Decreto Ley 804 de diciembre de 1974 fue nombrado "asesor cultural" de la Junta Militar, con el objetivo de crear una política cultural que, desde una visión conservadora y nacionalista, fomente la disciplina en las escuelas, los símbolos patrios y las figuras de Diego Portales y Bernardo O'Higgins, siendo considerado «el ideólogo de la pretensión de transformación cultural que buscaba Pinochet para Chile». Ejerció dicho cargo entre 1973 y 1977.
En 1976 fue nombrado miembro de la Academia Chilena de la Lengua. Fue designado Director de Bibliotecas, Archivos y Museos (1977-1986), período en el cual fue restaurado el Palacio de la Real Audiencia para que fuese ocupado por el actual Museo Histórico Nacional; también, con apoyo del PNUD, hizo un diagnóstico sobre los museos de Chile; se creó la Coordinación Nacional de Museos, el Centro Nacional de Conservación y Restauración, y la Coordinación Nacional de Bibliotecas Públicas; asimismo, fue ampliada la red de bibliotecas públicas, y la Biblioteca Nacional pasó a ser la cabeza de la Red Nacional de Información Bibliográfica.[cita requerida] En estos años, publicó dos de sus obras más reconocidas, Los pioneros (1983) y Águilas y cóndores (1986).
Aprovechando su cargo de director del DIBAM, negoció la donación del palacio familiar de Punta Arenas al Estado a cambio de la rehabilitación integral del edificio, que fue sufragado por el erario público, y sobre todo de la obligación de engrandecer la memoria del español José Menéndez, convirtiendo la casa en lo que hoy es el Museo Regional de Magallanes.
En 1986 fue galardonado con el Premio Nacional de Literatura de Chile, en desmedro del novelista José Donoso, lo que generó una gran controversia. Este hecho derivó en el aislamiento de Campos por parte de la comunidad intelectual. Ese mismo año fue nombrado embajador de Chile en España.
Falleció en 2007, a los 92 años, por un paro cardíaco.

## Obras literarias
Entre sus obras se cuentan:
- Kupén: cuentos de la Tierra del Fuego (1940)
- Bernardo O'Higgins: el padre de la patria chilena (1942)
- Fantasmas (1943)
- Lincoln (1945)
- Todo y nada (1947)
- Lautaro Cortés (1949)
- Se llamaba Bolívar (1954)
- Sólo el viento (1964)
- Los pioneros (1983)
- Águilas y cóndores (1986).
- Una vida por la vida (1996)
- Andrea (1999)